# Teatro Cirvianum
Teatro Cirvianum de Torelló (Barcelona) es un teatro municipal con una programación regular.

## Historia
El Teatro Cirvianum fue rehabilitado y volvió a abrir sus puertas en mayo de 1994, con todos los condicionantes técnicos de un teatro moderno. Ofrece una programación estable local, comarcal, amateur o profesional, de teatro, música y danza.
Desde el 1994, el teatro está gestionado por el Patronato Municipal del Teatro Cirvianum según los criterios mencionados en sus estatutos Archivado el 24 de julio de 2011 en Wayback Machine.. Desde su constitución, el Patronato, ha apostado decididamente por las artes escénicas y visuales a través de la programación estable del teatro, creando el Festus, festival joven de artes en la calle y convocando el Soporte a la creación y producción de artes escénicas y visuales Archivado el 24 de julio de 2011 en Wayback Machine..

## Ubicación
Situado en el centro de la ciudad, en la Plaza Nueva número 10 de Torelló (Barcelona).